# Sidrolândia
Sidrolândia é um município brasileiro da região Centro-Oeste do Brasil, situado no estado de Mato Grosso do Sul. Segundo o censo de 2022, tinha 47 118 habitantes. A cidade se desenvolveu graças a três grandes aspectos: o primeiro por ficar a menos de 100 km da capital de Mato Grosso do Sul; o segundo foi graças à agropecuária e o terceiro e mais importante foi por ser ponto de passagem para a ferrovia NOB, que vinha de São Paulo via Campo Grande.
O município é o 393º mais rico do Brasil e o 393º mais rico do interior brasileiro. No estado está em 13º lugar.

## Geografia

### Localização
O município de Sidrolândia está localizado no sul da região Centro-Oeste do Brasil, à região Centro Norte de Mato Grosso do Sul (Microrregião de Campo Grande) e próximo da fronteira com o Paraguai. Possui latitude de 20º55’55” Sul e longitude de 54°57’39” Oeste. Localiza-se a 1094 km de Brasília e 72 km de Campo Grande, capital do Estado, tendo os principais acessos asfaltados.

### Geografia física
Solo
Verifica-se a ocorrência predominante de Latossolo  de textura argilosa, normalmente de elevada fertilidade natural, há ocorrência expressiva de Latossolo Vermelho-Escuro de textura média associado a Neossolos, ambos com baixa fertilidade natural. Ocorrência de  manchas de Neossolos.
Seu solo é 65% argiloso, 22% misto e 13% arenoso.
Relevo e altitude
Com altitude de 484 metros, é 22% plano, 60% levemente ondulado, 10% ondulado e 8% acidentado.
O município de Sidrolândia encontra-se na Região dos Planaltos Arenítico-Basálticos Interiores, dividindo-se em duas unidades geomorfológicas: Planalto de Dourados e Divisores Tabulares dos Rios Verde e Pardo e Região dos Planaltos da Borda Ocidental da Bacia do Paraná, com a unidade Terceiro Patamar da Borda Ocidental.
Apresenta relevo plano, geralmente elaborado por várias fases de retomada erosiva, relevos elaborados pela ação fluvial e áreas planas resultante de acumulação fluvial sujeita a inundações periódicas.
Clima, temperatura e pluviosidade
Está sob influência clima tropical (AW). Clima Predominantemente chuvoso de savana, sendo úmido a sub-úmido. Os meses mais secos são junho, julho e agosto e os mais chuvosos, novembro, dezembro e janeiro. A precipitação pluviométrica varia de 1.500 a 1.750mm anuais e são regulares, com período seco, inferiores há quatro meses, correspondendo à deficiência hídrica de 350 a 500mm. O excedente hídrico anual é de 800 a 1.200mm durante cinco a seis meses
Possui temperaturas que variam de 22 a 35 graus.
Hidrografia
Está sob influência da Bacia do Rio da Prata. Rios do município:
- Rio Anhanduí: afluente pela margem direita do rio Pardo. Conhecido também por Anhanduí-Guaçu (ou Açu), com 390 km de extensão e 70 km navegáveis. Nasce da confluência dos córregos Prosa e Segredo, no centro da cidade de Campo Grande. Faz divisa com o município de Campo Grande.
- Rio Brilhante: rio formador, com o rio Dourados, do rio Ivinhema. Limite entre os municípios de Maracaju e Sidrolândia.
- Rio Serrote: divide os municípios de Sidrolândia e Rio Brilhante.
- Rio Vacaria: afluente pela margem esquerda do rio Brilhante, nasce próximo à área urbana de Sidrolândia. Limite entre os municípios de Sidrolândia e Nova Alvorada do Sul.

Vegetação
A cobertura vegetal original do município era o Cerrado aberto denso (Cerradão) e a floresta Aluvial, que ocupavam as margens dos cursos d'água. Atualmente estas formações deram lugar às pastagens plantadas e lavouras e há poucas áreas onde pode ser encontrado o Cerrado original.
Sidrolândia tem como cobertura vegetal também uma densa formação de erva-mate.

### Geografia política
Fuso horário
Está a -1 hora com relação a Brasília e -4 com relação a Meridiano de Greenwich (Tempo Universal Coordenado).
Área
Ocupa uma superfície de 5 286,490 km².
Subdivisões
Sidrolândia tem dois distritos além da sede: Capão Seco e Quebra Coco.
Arredores
Ao norte com o município de Terenos, ao sul com o município de Rio Brilhante, a leste com o município de Campo Grande e a oeste com o município de Maracaju e Dois Irmãos do Buriti.

## História
A região do município de Sidrolândia, apesar de ser conhecida desde o início do século XVII, quando foram devassados pelos sertanistas bandeirantes, passaram apenas a ser povoadas com a chegada da família do sertanista mineiro Gabriel Francisco Lopes, que trouxe seu sogro Antônio Gonçalvez Barbosa, além de seu irmão Inocêncio Barbosa. Em meados do século, eles estabeleceram as primeiras fazendas de gado na região, que, com a abundância de pasto e qualidade e fertilidade do solo, prosperaram com rapidez. Com isso, a região acabou atraindo outros migrantes que se radicaram dedicando-se especialmente a criação de bovinos. Segundo o Relatório do Coronel Henrique Rohan do Governo da Província de Mato grosso, Ricardo José Gomes Jardim, em 1845 a área que compreende os rios Vacaria e Anhanduí (rios que banham atualmente o município de Sidrolândia) já possuia mais de 100 habitantes. Apesar de o povoamento do atual município de Sidrolândia se dever à família Barbosa, que anos depois partiram para povoarem outros rincões do Sul de Mato Grosso e instalaram fazendas para a criação de bovinos e criação de novos povoamentos, a fundação de Sidrolândia foi estabelecida por Vicente de Brito, que era tronco da família Brito e José Pereira Martins, que fundaram suas fazendas na região em 1870, logo após a Guerra do Paraguai. Em 1872 chegava o cuiabano Hermenegildo Alves Pereira para fundar outra fazenda, a Ponto Alto. Um dos filhos de Vicente de Brito, Porfírio, fundou mais quatro fazendas e fez de tudo para evitar a debandada de seus descendentes. Uma das filhas de Porfírio casou-se com Sidrônio Antunes de Andrade, que era catarinense de Lages.
Anos mais tarde, em função da morte de sua esposa, em 1926, Sidrônio resolveu lotear a fazenda São Bento, que recebeu de herança, mas que acabou concretizando apenas em 31 de março de 1942, quando colocou para vender seus lotes já muito demarcados, e batizou a nova povoação de Sidrolândia. A partir daí, o núcleo começou a se desenvolver rápido e surgiram várias construções residenciais e muitos estabelecimentos comerciais. Em 25 de abril de 1944 foi inaugurada na povoação de Sidrolândia, com o nome de Estação de Anhanduí, a estação telegráfica e ferroviária da Estrada de Ferro Noroeste do Brasil, num ramal que liga Campo Grande à Ponta Porã, se transformando num dos esteios do progresso da nova localidade. A localidade desenvolveu-se de tal forma que levou o Governo do Estado a criar, pela Lei nº 207 de 1 de fevereiro de 1948, o Distrito de Paz de Sidrolândia, tendo como primeiro Juiz de Paz Abílio dos Santos e Lucas do Vale, que foi nomeado escrivão do primeiro cartório, fundado em 19 de março de 1949. Em 11 de dezembro de 1953, pela Lei Estadual nº 684, é elevado a categoria de município, desmembrado de Campo Grande e instalado em 1 de janeiro de 1954. Em 18 de novembro de 1958, pela Lei Estadual nº 1160, é criado o Distrito de Capão, que é incorporado ao Município de Campo Grande. Com a criação do estado de Mato Grosso do Sul, em 1977, houve um desenvolvimento maior em razão de se localizar próximo à capital do estado, Campo Grande. No mesmo ano é reincorporado a Sidrolândia. Em 15 de julho de 1997 é criado o distrito de Quebra Côco.

### Nome
O topônimo é uma homenagem ao seu fundador, Sidrônio Antunes de Andrade, que veio de Lages, Santa Catarina

## Economia
Setores da economia local são as industrias de têxtil e alimentício.

## Domicílios
| Domicílios de Sidrolândia           | Domicílios de Sidrolândia |
| ----------------------------------- | ------------------------- |
| Total de domicílios                 | 15 042 domicílios         |
| Domicílios particulares             | 15 033 domicílios         |
| Domicílios coletivos                | 9 domicílios              |
| Domicílios por rendimento           |                           |
| Mais de 5 salários                  | 1,85 %                    |
| De 2 a 5 salários                   | 7,02 %                    |
| De 1 a 2 salários                   | 19,70 %                   |
| De 0,5 a 1 salário                  | 32,92 %                   |
| De 0,25 a 0,5 salários              | 22,60 %                   |
| Até 0,25 salários ou sem rendimento | 15,92 %                   |
| Domicílios por classe social        |                           |
| Classe A                            | 1,85 %                    |
| Classe B                            | 7,02 %                    |
| Classe C                            | 52,62 %                   |
| Classe D                            | 22,60 %                   |
| Classe E                            | 15,92 %                   |
|                                     |                           |
| Classe alta (A - B)                 | 8,87 %                    |
| Classe média (C - D)                | 75,22 %                   |
| Classe consumidora (A - B - C - D)  | 84,09 %                   |
| Classe periférica (E)               | 15,92 %                   |